# تاکویا اوگیوارا
تاکویا اوگیوارا (انگلیسی: Takuya Ogiwara؛ زادهٔ ۲۳ نوامبر ۱۹۹۹) بازیکن فوتبال است.
از باشگاه‌هایی که در آن بازی کرده‌است می‌توان به باشگاه فوتبال اوراوا رد دیاموندز اشاره کرد.